# 肖培根
肖培根（1932年2月2日—），男，汉族，上海人，中国药用植物与中药资源学专家。

## 生平
1953年毕业于厦门大学。1995年当选为中国工程院院士。